# エドウィン・チャドウィック

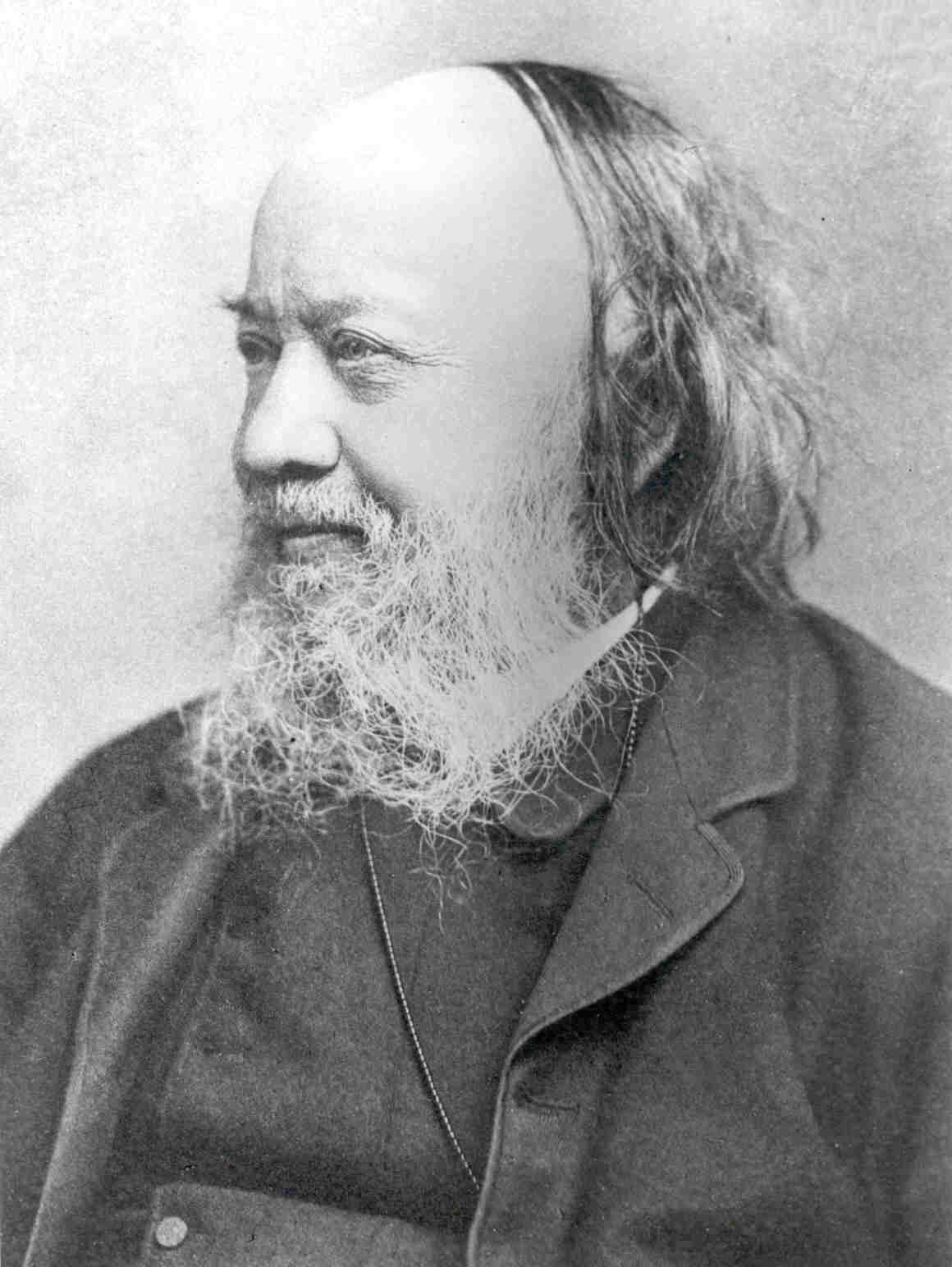
サー・エドウィン・チャドウィック

サー・エドウィン・チャドウィック（Sir Edwin Chadwick、1800年1月24日 - 1890年7月6日）は、イギリスの社会改革者である。
主な仕事は、救貧法と下水道、そして公衆衛生の改革である。

## 人物
彼はマンチェスターに程近いロングサイトにて誕生した。収入の宛ての無いまま弁護士を開業したので、彼は物書きで生計を立てようとしたが、ウエストミンスター・レビュー（en:Westminster Review）に掲載された随筆がジェレミ・ベンサムの気を引いたので、ベンサムは物書きのアシスタントとして彼と契約し、大きな遺産を残した。1832年、彼は救貧法王立委員会に抜擢され、1833年にはその全文を作成。またナソー・ウィリアム・シニア（en:Nassau William Senior）と協力して1834年の有名な旧救貧法の改革へとつながる報告を起草した。また、救貧法委員会において疾病の原因は貧困であり、それは生活環境の改善によって予防できるという旨を建議した。これにより、彼は公衆衛生の前駆時代における代表的な人物とされている。
この他チャドウィックは入念な「Report on the Sanitary Conditions of the Laboury population of Great Britain 」（労働者階級の衛生状態に関する報告）によって公共歩道と公共庭園が労働者階級の人々の健康と道徳に必要であると、実例を挙げて報告している。
こうしてチャドウィックの活動はベンサムの手法とベンサムがかつて考えた間接立法での提案をそのまま踏襲しているとし、公共遊歩道法案（Public Walk Bill）から1833年の公共歩道に関する特別委員会報告「Parliamentaly report on public walks of 1833」(公共歩道に関するレポート)で、美と休息に対する国家的関心問題を議論している。
また、彼は労働組合の設立に貢献した。彼は政権の中央集権型システムを好んだ。後に彼は1834年の改革運動は彼の視点の拒絶により致命的に台無しとなった、と主張した。彼の視点は、あくまで監察官の保護活動委員会に管理される有給職による救貧法の安堵の管理を熟慮していた。1834年彼は救貧法委員会の長官に指名された。上層部は、彼が最善であると考えた方法で彼が大部分を起草した法律を施行したがらない。彼は上層部と上手くやることは難しいと気づき、その不一致は1847年の救貧法委員会の解散の一因となった。
チャドウィックの政治論争への貢献は、地方自治の原則により選ばれた代表ではなく、特定の地方課の訓練され選ばれた専門家に任せるという彼の信条にあった。彼は救貧法と公式に関連があったが、トマス・サウスウッド・スミス医師と協同して、公衆衛生の質疑を取り上げた。彼らの努力は公衆衛生の改善をもたらした。彼の労働人口の健康状態（The Sanitary Condition of the Laboring Population）は歴史的文献である。
こうして誕生したのが1848年の公衆衛生法で、労働者の生活状況を大幅に改善することとなった。この法律はロンドン以外を対象としており、公衆衛生に関する強い権限を有した保健委員会（General Board of Health）が設置され、チャドウィックは委員会が解体される1854年まで委員として活躍した。さらに、彼は1848 - 1849年にロンドンのメトロポリタン下水道委員会の委員となった。その後彼は年金暮らしとなり、残りの人生を公衆衛生と経済の質疑に捧げた。
1884年1月チャドウィックは公衆衛生調査会（現英国環境保健協会）の初代会長に就任した。1889年チャドウィックはナイトを授けられた。チャドウィックはサリーのイースト・シーンで亡くなるまで、職務をまっとうした。

## 家族
チャドウィックの弟は、ただならぬ新聞記者かつ統計学の専門家として革新的仕事をしたことで野球の父として知られる競技記者の先駆者であるアンリ・チャドウィック（1824年10月5日生まれ）である。過激派の新聞記者である父ジェームス・チャドウィック、母、姉妹とともにアメリカ合衆国へ移民したアンリ・チャドウィックは、1938年にアメリカ野球殿堂入りを果たした。

## タイムズによる批判
チャドウィックによる清浄な飲料水と公衆衛生の向上を推進を、1854年にタイムズの論説は以下のように批判している。
「我々は、押しつけの健康ではなく、コレラの感染を選ぶ」

## 関連書籍
- (1988) England's Prussian Minister: Edwin Chadwick and the Politics of Government Growth, 1832-1854 ISBN 0271006293

### 日本語訳
- ヱドウィン・チャドウィック『福祉国家の開拓者』広重準四郎・藤井透訳、ナカニシヤ出版, 2002。ISBN 4888486654